# William Feller
William Feller (Zagreb, 7 juli 1906 - New York, 14 januari 1970), geboren als Vilibald Srećko Feller, was een Kroatisch-Amerikaans wiskundige, die belangrijke bijdragen leverde op het gebied van de waarschijnlijkheidsleer.

## Biografie
Hij studeerde aan de universiteiten van Zagreb en Göttingen, waar hij in 1926 doctoreerde onder Richard Courant met het proefschrift Über algebraisch rektifizierbare transzendente Kurven.
Feller was eerst assistent van Courant en daarna vanaf 1928 docent aan de universiteit van Kiel. Toen de Nazi's in 1933 aan de macht kwamen verliet hij Duitsland. Tot 1939 werkte hij in Kopenhagen, Stockholm en Lund; dan emigreerde hij met zijn vrouw Clara Nielsen naar de Verenigde Staten en veranderde zijn voornaam in William. Hij kreeg een aanstelling aan de Brown-universiteit in Providence (Rhode Island), waar hij meewerkte aan het nieuwe tijdschrift Mathematical Reviews.
In 1944 werd hij Amerikaans staatsburger en in 1945 werd hij hoogleraar aan de Cornell-universiteit. In 1950 ging hij naar Princeton, waar hij tot aan zijn dood bleef werken.
Hij kreeg in 1969 de National Medal of Science.

## Werk
Feller werkte op verschillende wiskundige gebieden, waaronder algebra, meetkunde en functionaalanalyse, maar vooral in de waarschijnlijkheidsleer. Naast puur theoretisch werk onderzocht hij ook toepassingen, in het bijzonder op genetica en populatiedynamica. Een van zijn studieonderwerpen betrof centrale limietstellingen. Zijn naam is verbonden aan de centrale limietstelling van Lindeberg-Feller.
Hij is de (co-)auteur van ongeveer 150 wetenschappelijke artikelen. Zijn belangrijkste werk is het tweedelige handboek An Introduction to Probability Theory and its Applications (1950-1961), dat hij in latere uitgaven nog aanvulde en verbeterde.